# Educación en Costa Rica

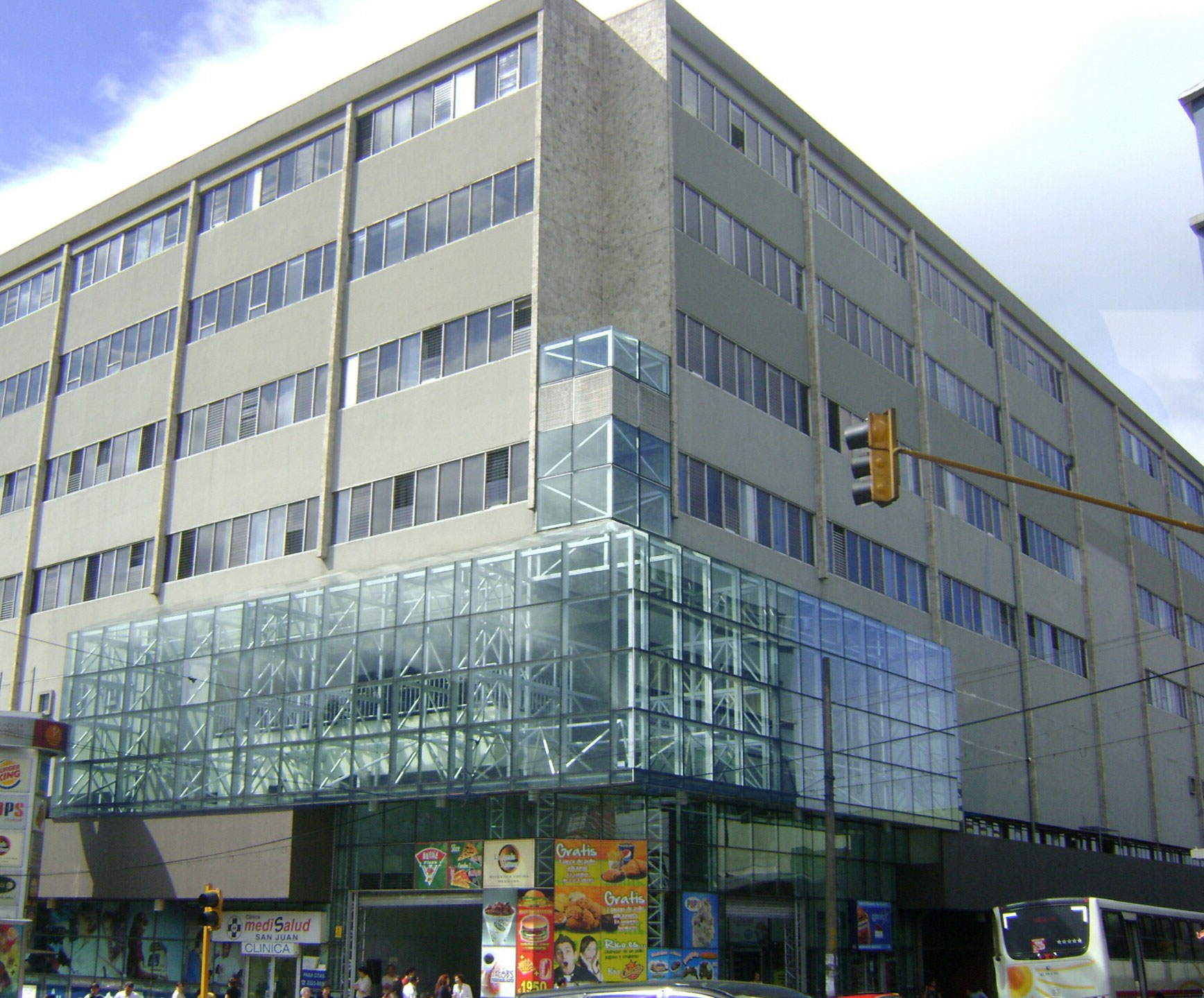
Sede del Ministerio de Educación Pública en el Edificio Rofas, en el Paseo Colón de San José.

La educación en Costa Rica se divide en cuatro niveles —preescolar, primaria, secundaria y superior—. El artículo 78 de la Constitución Política del país determina que:

La educación preescolar y la general básica son obligatorias. Estas y la educación diversificada en el sistema público son gratuitas y costeadas por la Nación.

El ente encargado de supervisar, regular y modificar el sistema educativo es el Ministerio de Educación Pública. La cobertura educativa es alta: la educación primaria es totalmente universal, mientras que la secundaria abarca más del 70%. 
El sistema educativo costarricense es reconocido como uno de los mejores de América, siendo Costa Rica el poseedor de uno de los índices de alfabetización, cobertura educativa y gasto público en educación más altos de América Latina y los mejores de Centroamérica. Igualmente, en el país existe desde el siglo XX un sólido sistema de educación superior pública, que se consolida como uno de los mejores de Latinoamérica y el más desarrollado de América Central.
Durante el año 2011, existieron unos 844.827 estudiantes en I, II, III ciclo y educación diversificada, así como 46.559 docentes. En el espacio físico existen 4.370 escuelas y colegios.

## Historia

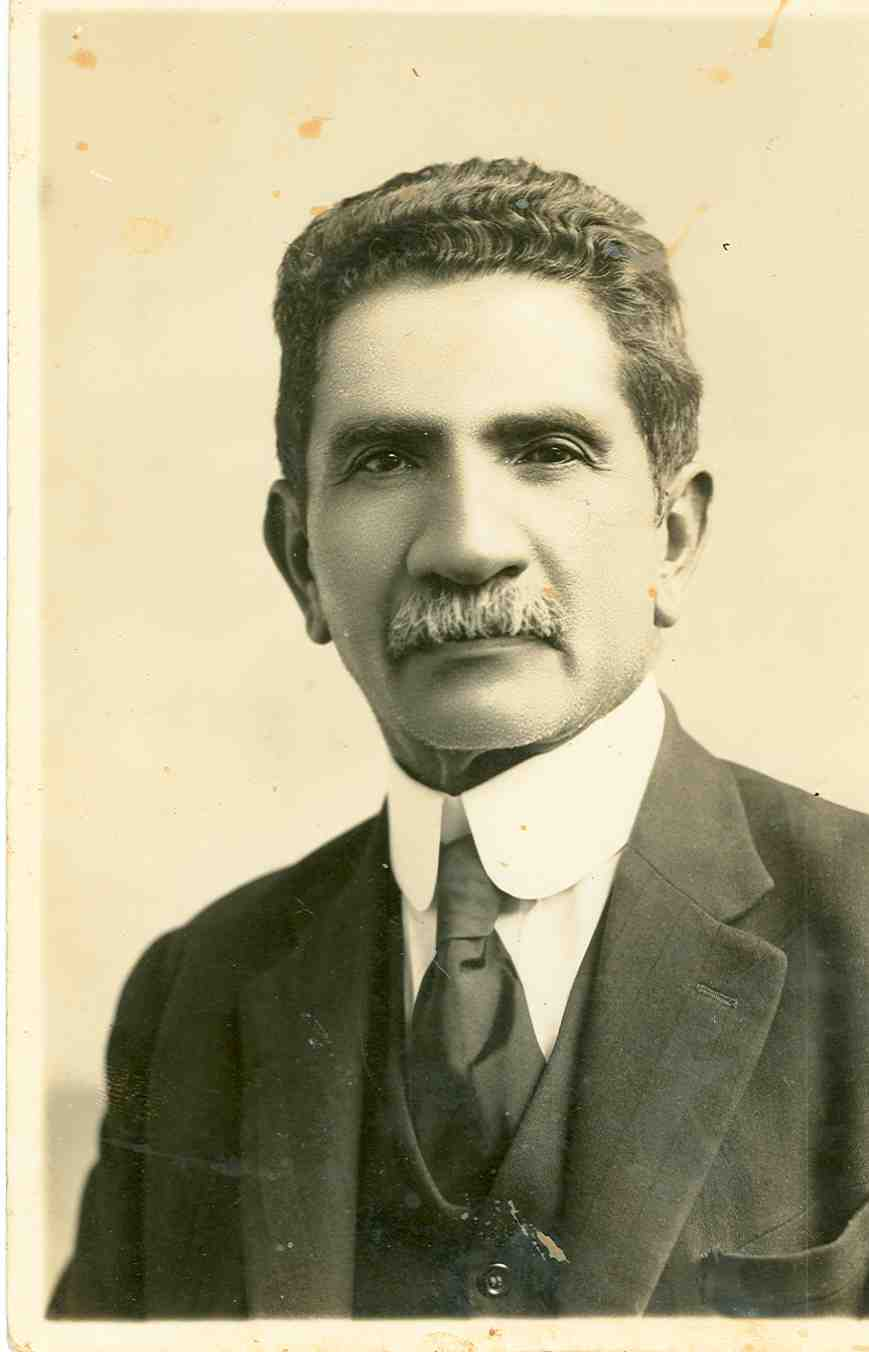
Miguel Obregón, uno de los precursores para el desarrollo de la educación nacional

Desde tiempos de la colonia, la educación en Costa Rica consistía más que todo en aspectos religiosos y políticos, sin embargo, las ideas del Renacimiento, la Ilustración, el Positivismo y la Revolución Francesa cambiaron el rumbo de la educación costarricense. Al inicio la educación solo era accesible a criollos y aborígenes. 
El primer maestro en la historia de la educación costarricense fue el padre Diego Aguilar, quien dirigió la primera escuela elemental y trabajó en ella durante más de 40 años. 
La Corona Española ordenó en el siglo XVII la creación de escuelas en cada provincia de la entonces República Centroamericana para la alfabetización de los hijos de los colonos la lengua española y la doctrina cristiana. Un siglo más tarde, los Municipios de Cartago, San José y Heredia cumplieron con las disposiciones de la corona española y contrataron a decenas de profesores que con frecuencia eran sacerdotes católicos.
A finales del siglo XVIII y principios del siglo XIX, la educación se limitaba a enseñar lo más básico y no existía por lo tanto la secundaria ni la universidad. Por lo tanto, los estudiantes debían viajar a las universidades de León, Nicaragua, en el Colegio de San Ramón, de esa ciudad y muchos continuaron en la Universidad de San Carlos Borromeo de Guatemala.
El Dr. Florencio del Castillo, representante de Costa Rica en las Cortes de Cádiz, jugó un papel primordial en la educación costarricense ya que uno de sus logros fue que se crearan escuelas que enseñaran a leer, escribir y contar a los niños indígenas en las zonas colonizadas. Como consecuencia del logro de Del Castillo, se creó la Casa de Enseñanza de Santo Tomás en 1814 impartiéndose cátedras de Filosofía, Sagrados Cánones, Teología Moral y otras.
Así fue como el sistema educativo costarricense se mantuvo evolucionando constantemente a lo largo de los siglos XIX y XX, con sucesivas reformas como: el derecho a la educación para las mujeres en un sistema educativo enfocado en los varones, la declaración en 1844 de que la educación es un derecho de los costarricenses y el Estado la garantiza en todos los conceptos por medio de disposiciones legales o la creación de la Secretaría de Instrucción Pública en 1869, que fue el primer ente regulador educativo del país.

### Situación actual
La educación en Costa Rica generalmente está entre las mejores de América. El país —con una inversión educativa cercana al 8% de su PIB y a US$800 por estudiante— es uno de los pocos que ha logrado universalizar la educación primaria, prácticamente erradicar el analfabetismo y poseer amplias coberturas para la educación secundaria y superior. De hecho, Costa Rica posee de las mejores tasas de matriculación en la región, por lo que al menos un 90% de su población ha completado la EGB y entre un 30 o 40% ha ingresado a la Educación Diversificada y obtenido un bachillerato medio. En cuanto al éxito en la consecución de los estudios superiores, el promedio nacional es el más alto de Latinoamérica, aunque notablemente más bajo que el de la OCDE, con un 23% de graduados profesionales.
El sistema educativo costarricense ha sido múltiples veces reconocido como uno de los mejores en la región: según el índice de competitividad global la educación tica se encuentra entre las más destacadas del área, con notables fortalezas en la calidad educativa terciaria. De hecho, la Universidad de Costa Rica es la principal casa de enseñanza superior de toda América Central y el Caribe, ubicada en la decimoctava posición iberoamericana. Además, en las pruebas estandarizadas del Programa Internacional para la Evaluación de Estudiantes, Costa Rica está en la tercera posición del subcontinente únicamente tras Chile y Uruguay.
Sin embargo, existen desde hace décadas importantes rezagos en la calidad y competitividad de la educación costarricense, que van desde fuertes carencias infraestructurales en muchas instituciones, hasta la disparidad de oportunidades que puede haber entre centros educativos privados y los del sistema estatal. Este último presenta acusadas deficiencias en su modelo instructivo relacionadas con la desactualización en sus contenidos y metodologías, habiendo intensos debates acerca de la realización de profundas reformas en temas como las Pruebas Nacionales de Bachillerato, su utilidad y forma de aplicación.

## Estructura

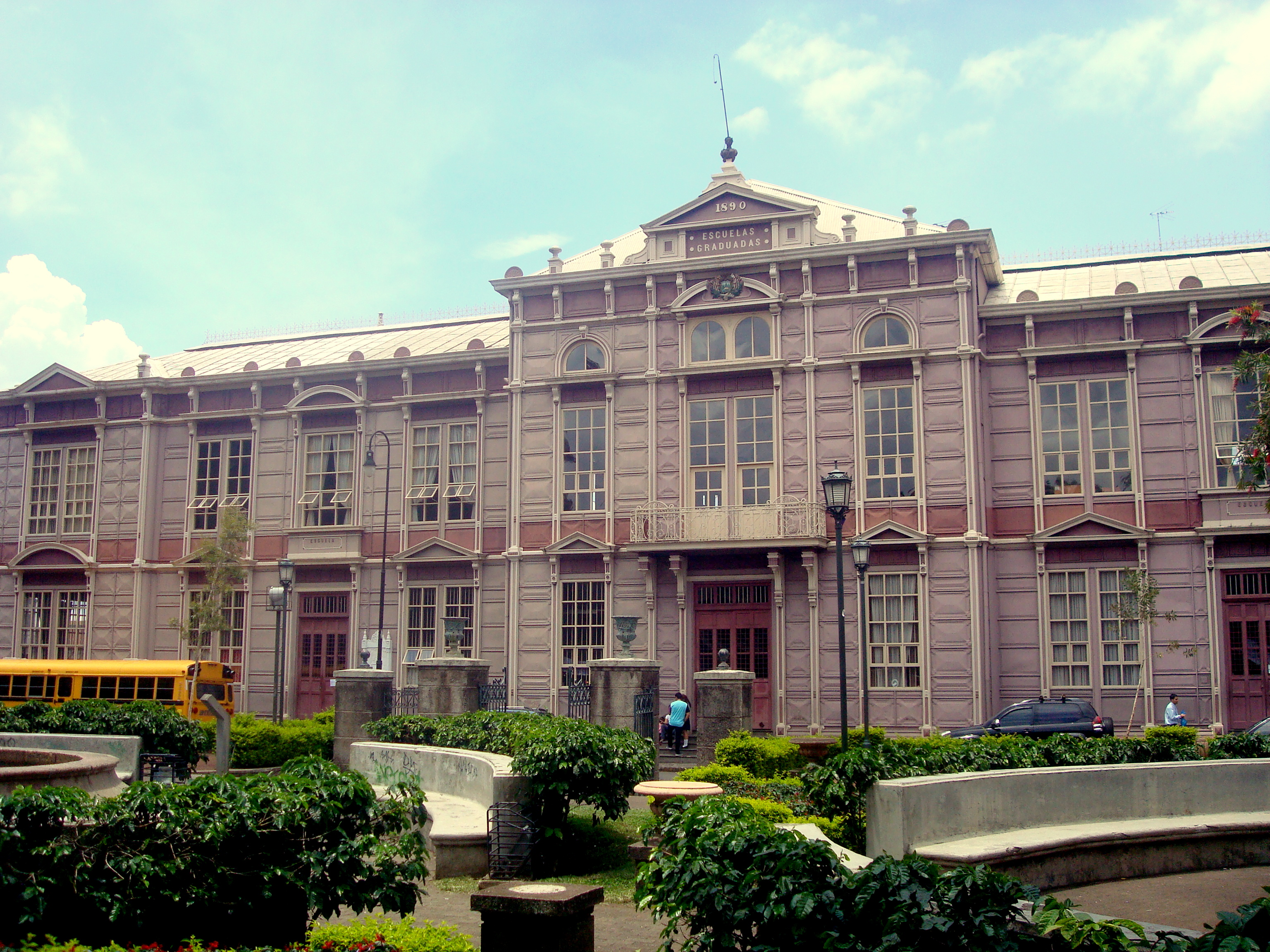
Edificio Metálico en San José, sede de la Escuela Buenaventura Corrales, una de las más representativas de la ciudad.

El sistema educativo costarricense se divide en cuatro niveles: preescolar, primaria, secundaria y superior. En el país existe la Educación General Básica que es el ciclo instructivo obligatorio y gratuito, compuesto por 6 años de primaria y 5 años de secundaria.

### Educación inicial
Educación preescolar es el servicio educativo que se brinda a niñas y niños menores de seis años de edad, con el propósito de potencializar su desarrollo integral y armónico, en un ambiente rico en experiencias formativas, educativas y afectivas, lo que le permitirá adquirir habilidades, hábitos, valores, así como desarrollar su autonomía, creatividad y actitudes necesarias en su desempeño personal y social.

### Educación Básica
La Educación General Básica (EGB) abarca la educación primaria y la mitad de la educación secundaria. Desde los 6 años y tres meses se inicia esta etapa y se extiende por seis años en las escuelas para seguir durante otros tres años en la educación secundaria.

#### Educación primaria
Los niños una vez finalizada la etapa de Educación Inicial continúan en la primaria por un periodo de seis años. En caso de que no reprueben en ningún año salen de la escuela a una edad promedio de 12 o 13 años. En Costa Rica los dos primeros años de la primaria consiste en enseñarle al niño lo básico de la vida cotidiana, tal como leer, escribir y contar. A partir del tercer grado de primaria se inicia la enseñanza un poco más avanzada con temas más globales tales como historia nacional y otros aspectos más avanzados. Sus materias se estructuran de la siguiente manera:
| Educación Primaria               | Educación Primaria                                                            |
| -------------------------------- | ----------------------------------------------------------------------------- |
| Asignaturas Básicas              | Notas                                                                         |
| Español                          | Incluye gramática, literatura, redacción y ortografía.                        |
| Ciencias Naturales               | Incluye una parte de psicología y nociones de todas las ramas básicas.        |
| Matemáticas                      | Incluye nociones básicas, geometría, aritmética y sistemas de cálculo básico. |
| Estudios Sociales                | Incluye historia, geografía, educación cívica y ciencias sociales.            |
| Inglés                           | Oral y escrito.                                                               |
| Educación Sexual y Afectiva.     | Se imparte en la clase de Ciencias y se evalúa en el examen.                  |
| Asignaturas Complementarias      | Notas                                                                         |
| Educación Musical                | -                                                                             |
| Informática Educativa            | Computación básica.                                                           |
| Educación Física y Deportes      | -                                                                             |
| Artes Plásticas                  | Incluye artes de todo tipo.                                                   |
| Educación para la Vida Cotidiana | Incluye economía doméstica básica.                                            |
| Educación Religiosa              | Es opcional en algunos centros educativos.                                    |
| Orientación                      | -                                                                             |
| Italiano Básico                  | Únicamente en San Vito de Coto Brus.                                          |

#### Educación secundaria

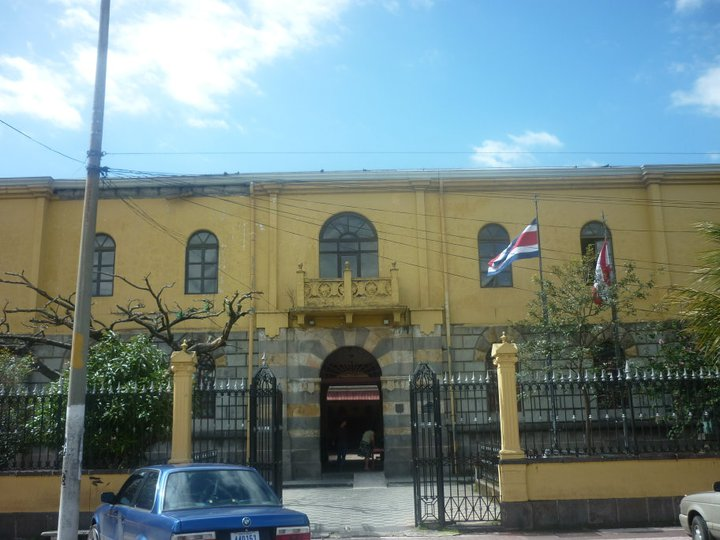
Fachada del Liceo de Costa Rica en San José, una de las principales secundarias del país durante el siglo XX.

Inicia en promedio a los 12 o 13 años si el estudiante no reprueba ningún año en la primaria. Al terminar la educación secundaria se pretende que el alumno desarrolle las suficientes habilidades, valores y actitudes para lograr un buen desenvolvimiento en la sociedad. Al finalizar la secundaria se espera que los alumnos salgan preparados para la universidad, pensando en quienes desean ser y dándoles las suficientes herramientas para que continúen los estudios. La mitad de los años de escolarización de secundaria en Costa Rica pertenecen al tercer ciclo de la Educación General Básica (de 7° a 9° año), el resto pertenece a la Educación Diversificada. Sus materias se estructuran de la siguiente manera:
| Educación Secundaria             | Educación Secundaria                                                                                                   |
| -------------------------------- | --- |
| Asignaturas Básicas              | Notas |
| Español y Literatura             | Incluye gramática, literatura, redacción y ortografía.                                                                 |
| Ciencias Naturales               | Cada año se desarrollan distintos fundamentos en física, química y biología hasta 9° año.                              |
| Matemáticas                      | Se imparten todas las nociones.                                                                                        |
| Estudios Sociales                | Incluye historia y geografía nacional y mundial.                                                                       |
| Inglés                           | Se imparte únicamente escrito y leído.                                                                                 |
| Inglés Conversacional            | Se imparte únicamente oral y expresivo.                                                                                |
| Educación Cívica                 | - |
| Educación Sexual y Afectiva.     | - |
| Asignaturas Complementarias      | Notas |
| Francés                          | Se imparte formalmente hasta 9° año. A partir de 10° año los estudiantes podrán escoger impartir o no esta asignatura. |
| Educación Musical                | - |
| Informática Educativa            | - |
| Educación Física y Deportes      | - |
| Artes Plásticas                  | Incluye artes de todo tipo.                                                                                            |
| Artes Industriales               | - |
| Educación para la Vida Cotidiana | Incluye economía doméstica básica.                                                                                     |
| Educación Religiosa              | Es opcional en algunos centros educativos.                                                                             |
| Orientación                      | - |
| Ética, Estética y Ciudadanía     | - |

#### Educación Diversificada
El ciclo de Educación Diversificada constituye los últimos dos o tres años de secundaria, y el Estado costarricense ya no lo considera obligatorio, pero sí gratuito. Inicia, normalmente, a los 16 años de edad si el estudiante no ha reprobado ningún nivel y consiste en la preparación integral para rendir las pruebas del Bachillerato Nacional, un requisito académico para acceder a la educación superior. Sus materias se estructuran de la siguiente manera: 
| Educación Diversificada          | Educación Diversificada |
| -------------------------------- | --- |
| Asignaturas Básicas              | Notas |
| Español y Literatura             | Incluye gramática, literatura, redacción y ortografía. |
| Física Elemental                 | - |
| Química                          | - |
| Biología                         | - |
| Matemáticas                      | Se imparten todas las nociones. |
| Estudios Sociales                | Incluye historia y geografía nacional y mundial. |
| Dialecto extranjero              | El estudiante puede escoger entre francés europeo, inglés americano o italiano estándar en Coto Brus y escuelas italianas.                                    |
| Tecnología                       | El estudiante puede escoger entre tecnologías como inglés conversacional, cómputo, industrias de la alimentación, contabilidad o dibujo técnico, entre otras. |
| Educación Cívica                 | - |
| Asignaturas Complementarias      | Notas |
| Educación Musical                | - |
| Educación Física y Deportes      | - |
| Educación para la Vida Cotidiana | Incluye economía doméstica básica. |
| Educación Religiosa              | Es opcional en algunos centros educativos. |
| Psicología                       | Incluye nociones básicas. |
| Filosofía                        | Incluye nociones básicas. |
| Orientación                      | - |

##### Modalidades
Al ingresar a la Educación Diversificada se encuentran en muchas instituciones varias modalidades instructivas, que tienen una duración y un enfoque pedagógico diverso. El módulo más común en todo el país es la Educación Académica, que consta de dos años y proporciona una enseñanza con encuadre científico-humanista, en ciencias y letras.
Además, también existe una importante proliferación de la modalidad de Educación Técnica Profesional, con una duración más prolongada —de tres años— y que otorga una licencia técnica-media para ejercer alguna carrera especializada. La oferta de especializaciones técnicas presenta una gran variedad en las distintas instituciones del país, de acuerdo al entorno y a las necesidades laborales de la comunidad. Asimismo, en algunos centros educativos se imparte el programa de Bachillerato Internacional (BI), que consiste en extender por un período de dos años la estancia en el centro educativo con la posibilidad de poder estudiar en una universidad extranjera.
Finalmente existen otros módulos alternativos, con una duración variable, y una presencia minoritaria en la oferta secundaria nacional, entre ellos se puede citar:
| - Educación ambientalista. - Educación artística. - Educación científica. - Educación deportiva. - Educación experimental bilingüe. - Educación de innovación. - Educación tecnológica. |

##### Educación Diversificada Técnica
Representa una alternativa de formación integral, para personas que desean incorporarse al campo laboral. Proporciona igualdad de oportunidades en términos de acceso equitativo y no discriminatorio, pues ofrece diversas especialidades en los diferentes Colegios Técnicos Profesionales del país.
La oferta de la Educación Técnica abarca tres modalidades principales: comercial y servicios, agropecuaria e industrial. Sus modalidades se estructuran de la siguiente manera:

###### Modalidad de Comercio y Servicios
- Administración y Operación Aduanera
- Administración Logística y Distribución
- Banca y Finanzas
- Contabilidad
- Contabilidad y Costos
- Contabilidad y Finanzas
- Contabilidad y Auditoría
- Informática Empresarial
- Informática en Redes
- Informática en Soporte
- Informática en Programación
- Informática en Desarrollo de Software
- Informática Bilingüe en Redes de Computadoras
- Informática Bilingüe en Desarrollo de Software
- Salud Ocupacional
- Secretariado Bilingüe
- Secretariado Ejecutivo
- Ejecutivo para Centros de Servicios
- Turismo Rural
- Turismo Costero
- Turismo Ecológico
- Turismo en Alimentos y Bebidas
- Turismo en Hotelería y Eventos Especiales

###### Modalidad Industrial
- Autorremodelado
- Construcción Civil
- Dibujo Arquitectónico
- Dibujo Técnico
- Diseño y Construcción de Muebles y Estructuras
- Diseño y Construcción de Muebles de Madera
- Diseño Gráfico
- Diseño Publicitario
- Electromecánica
- Electrotecnia
- Electrónica Industrial
- Electrónica en Telecomunicaciones
- Electrónica en Reparación de Equipo de Cómputo
- Impresión Offset
- Industria Textil
- Mantenimiento Industrial
- Automotriz
- Mecánica General
- Mecánica de Precisión
- Producción Gráfica
- Productividad y Calidad
- Refrigeración y Aire Acondicionado
- Mecánica Naval

###### Modalidad Agropecuaria
- Agroindustria
- Agrojardinería
- Agroecología
- Agroindustria Alimentaria con Tecnología Agrícola
- Agroindustria Alimentaria con Tecnología Pecuaria
- Agropecuario en Producción Agrícola
- Agropecuario en Producción Pecuaria
- Riego y Drenaje

### Educación universitaria
Después de graduarse del colegio , el estudiante puede ingresar a una universidad. En Costa Rica, el primer título universitario se llama "bachillerato", igual que el título con el que se gradúa del colegio, o secundaria. Esto crea confusión, por lo que la gente debe especificar si está refiriéndose al título del colegio o al de la universidad. El bachillerato es un programa de cuatro años (similar al bachelor's degree de una universidad de tradición germana-anglosajona). Después del bachillerato universitario, el estudiante puede optar por una licenciatura, que por lo general corresponde a 3 semestres, incluyendo una tesis. 

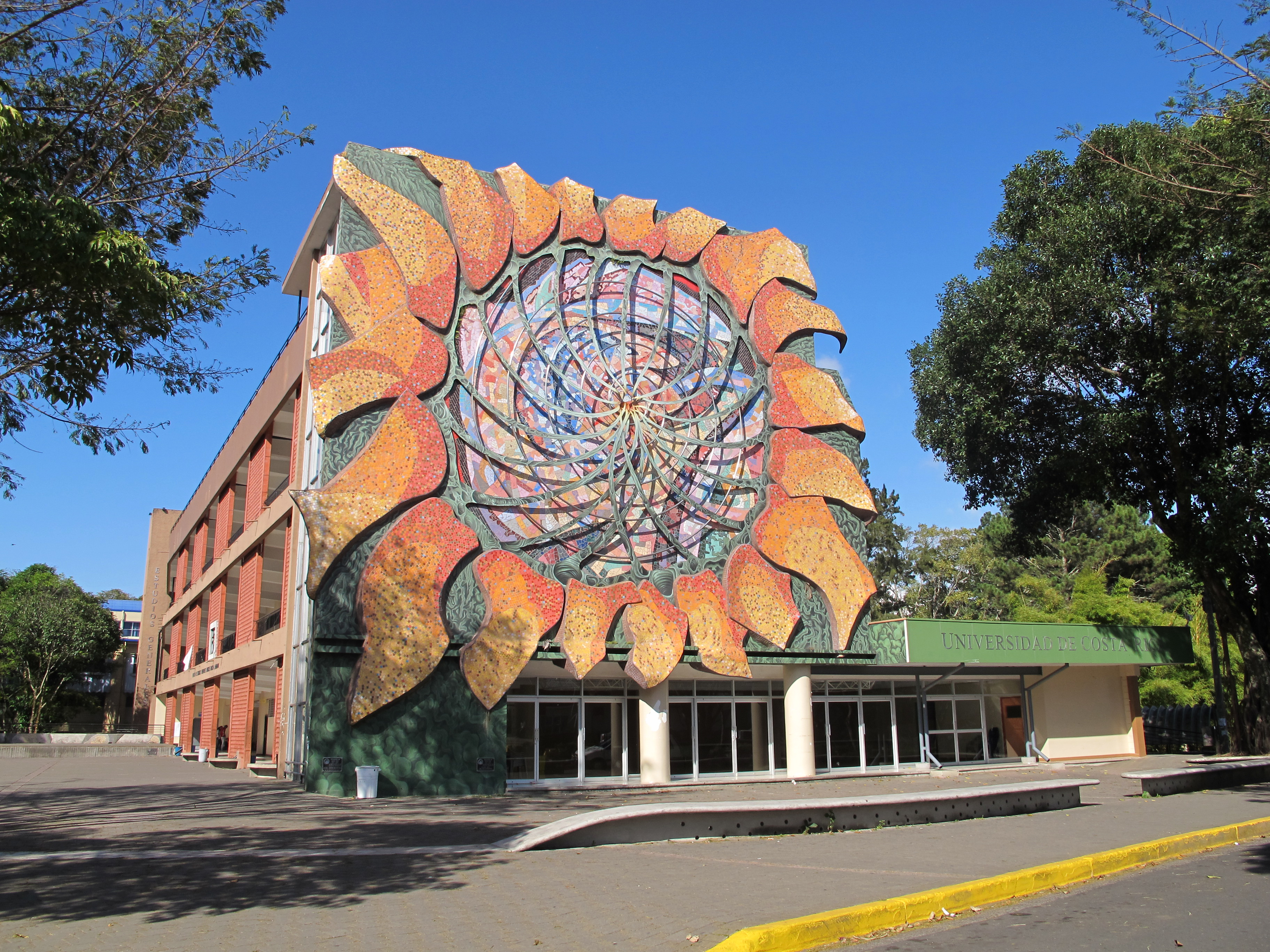
Fachada del edificio de Estudios Generales de la Universidad de Costa Rica, la principal universidad del país.

Hay cinco universidades públicas en Costa Rica, que son: 
- Instituto Tecnológico de Costa Rica (TEC): Una casa de enseñanza superior fundada el 10 de junio de 1971 y que es la principal universidad del país en el área de las Ingenierías.
- Universidad de Costa Rica (UCR): Es la principal, más grande y antigua universidad costarricense. Es además una de las mejores y más prestigiosas instituciones de educación superior de América Latina y la mejor de América Central y el Caribe.[13]
- Universidad Nacional (UNA): Fue fundada en 1973 y es la segunda universidad más importante de la nación y también es una de las más prestigiosas de Latinoamérica.
- Universidad Técnica Nacional (UTN): Constituye la institución de educación superior de más reciente creación en el país, pues fue fundada el 4 de junio de 2008, tras la fusión de otros centros educativos.
- Universidad Estatal a Distancia (UNED): Fue fundada en 1977 y es la segunda universidad del país en cuanto a cantidad de estudiantes, su programa educativo es a distancia por lo que el alumno puede estudiar en casa y hacer una evaluación por mes.

Así como más de cincuenta universidades privadas, en su mayoría estas tienen pocos tiempos de funcionamiento debido a la falta de medios financieros adecuados y la carencia de plantas físicas de fortuna que propicien una educación superior de calidad. También existen "institutos" que ofrecen entrenamiento técnico en diferentes oficios, pero estos estudios no corresponden a un nivel universitario. Un ejemplo es el Instituto Nacional de Aprendizaje (INA) que tiene sedes en diferentes lugares del país.
La educación superior en Costa Rica se divide en varios niveles:
- Pregrado: Diplomado y Profesorado
- Grado: Bachillerato y Licenciatura
- Posgrado: Especialidad, Maestría y Doctorado.

El país cuenta además con importantes centros de estudio superior e investigación como son la Escuela de Agronomía de la Región Trópico Húmedo (EARTH); el Instituto Nacional de Biodiversidad (InBio), el Instituto Centroamericano de Administración de Empresas (INCAE) adscrito a la Universidad de Harvard, la Universidad para la Paz adscrita a la Organización de las Naciones Unidas, el Centro Agronómico Tropical de Investigación y Enseñanza (CATIE) y la única sede latinoamericana de la Universidad Tecnológica de Texas (Texas Tech).

### Grados académicos

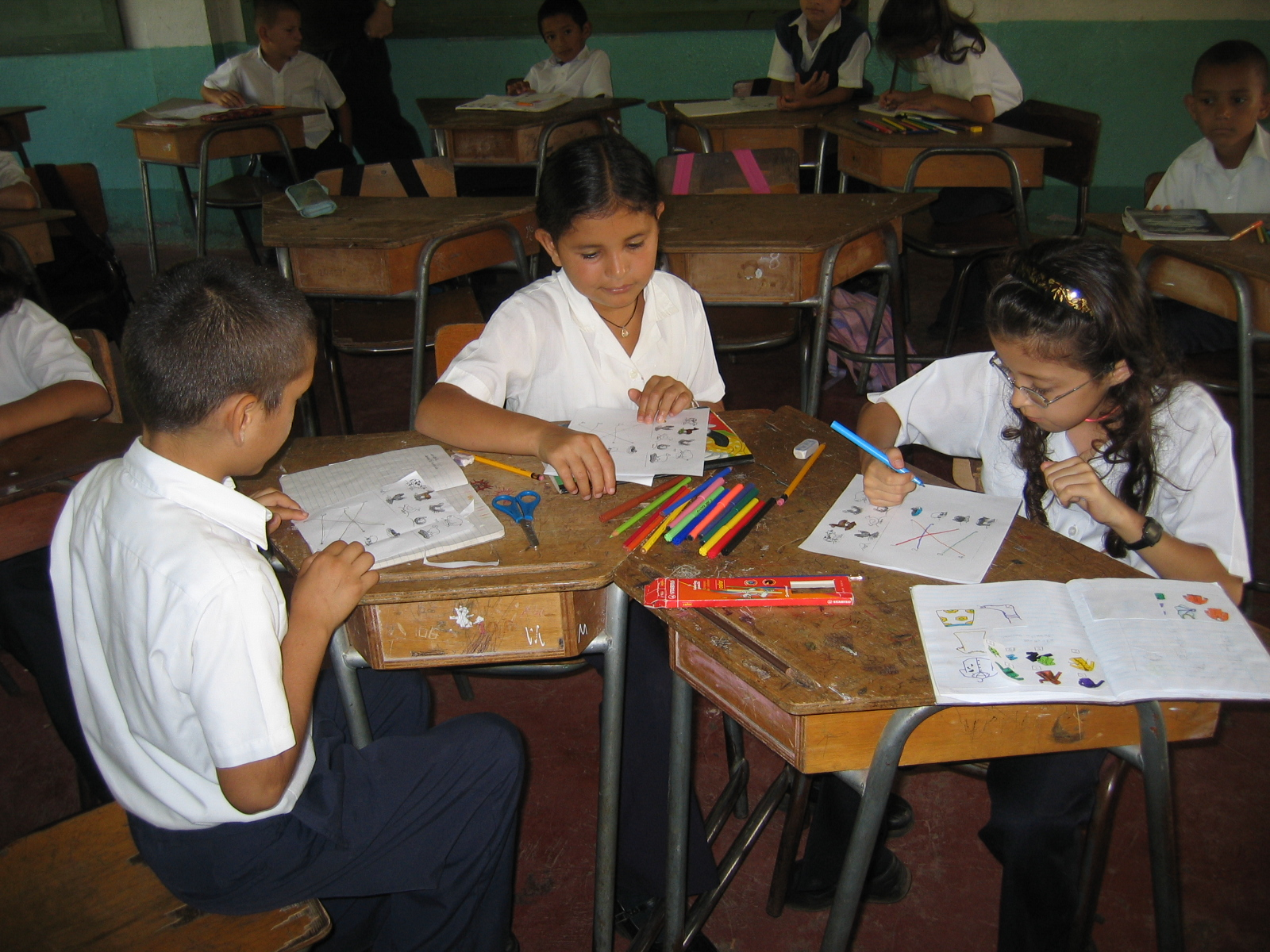
Escolares en un centro educativo público.

Los grados académicos presentan variabilidad, dependiendo de si la institución es pública o privada. Aun así, el Ministerio de Educación Pública establece los siguientes niveles, y las edades promedio de los estudiantes al cursar por dicho grado:
| Inicial                                                               |               |
| Materno                                                               | 4–5           |
| Transición                                                            | 5–6           |
| Primaria                                                              |               |
| Primer grado                                                          | 6–7           |
| Segundo grado                                                         | 7–8           |
| Tercer grado                                                          | 8–9           |
| Cuarto grado                                                          | 9–10          |
| Quinto grado                                                          | 10–11         |
| Sexto grado                                                           | 11–12         |
| Secundaria                                                            |               |
| Sétimo año                                                            | 12–13         |
| Octavo año                                                            | 13–14         |
| Noveno año                                                            | 14–15         |
| Décimo año                                                            | 15–16         |
| Undécimo año                                                          | 16–17         |
| Duodécimo año Bachillerato Internacional. Sólo en algunas modalidades | 17-18         |
| Superior                                                              |               |
| Pregrado                                                              | Edad variable |
| Grado                                                                 | Edad variable |
| Posgrado                                                              | Edad variable |

## Sistema de calificación
El Ministerio de Educación Pública califica en una escala del 1 al 100, siendo el uno la calificación más baja y el cien la más alta. De igual manera, el sistema de evaluación varía dependiendo de si la institución es pública o privada.
El estudiante es calificado a partir del segundo grado de primaria, y durante toda la Educación General Básica la calificación mínima para aprobar será de 65. A partir de la Educación Diversificada la nota mínima permitida asciende hasta 70. En cuanto a la Educación Superior la escala de evaluación y su aplicación varía dependiendo de la facultad.
*Calificación mínima para aprobar.

## Otras fuentes
- Pacheco, F. A. (1996). Educación y sociedad en Costa Rica. Heredia, Costa Rica: Editorial Fundación UNA.
- Los desafíos éticos del discurso político-educativo costarricense en el periodo 2006-2010, basados en el pensamiento dialógico de Martin Buber y el planteamiento de alteridad de Emmanuel Levinas. Revista Educación, n 41(1), 1-25, e-ISSN: 2215-2644, enero-junio, 2017, Universidad de Costa Rica (Costa Rica).

- Datos: Q5341010
- Multimedia: Education in Costa Rica / Q5341010